# Campeonato Mundial de Esquí Nórdico de 1935
El XII Campeonato Mundial de Esquí Nórdico se celebró en la localidad de Vysoké Tatry (Checoslovaquia) entre el 13 y el 18 de febrero de 1935 bajo la organización de la Federación Internacional de Esquí (FIS) y la Federación Checoslovaca de Esquí.

## Esquí de fondo
| Evento                   | Oro                                                                                 | Plata                                                                                   | Bronce                                                                                     |
| ------------------------ | ----------------------------------------------------------------------------------- | --------------------------------------------------------------------------------------- | ------------------------------------------------------------------------------------------ |
| 18 km (15.02)            | Klaes Karppinen · Finlandia · 1:27:58                                               | Oddbjørn Hagen · Noruega · 1:28:45                                                      | Olaf Hoffsbakken · Noruega · 1:31:47                                                       |
| 50 km (17.02)            | Nils-Joel Englund · Suecia · 4:14:23                                                | Klaes Karppinen · Finlandia · 4:26:42                                                   | Sverre Brohdal · Noruega · 4:32:31                                                         |
| Relevo 4 × 10 km (18.02) | Finlandia · Mikko Husu · Klaes Karppinen · Väinö Liikkanen · Sulo Nurmela · 2:42:30 | Noruega · Trygve Brodahl · Bjarne Iversen · Olaf Hoffsbakken · Oddbjørn Hagen · 2:43:17 | Suecia · Halvar Moritz · Erik August Larsson · Martin Matsbo · Nils-Joel Englund · 2:46:53 |

## Salto en esquí
| Evento                       | Oro                                 | Plata                                  | Bronce                              |
| ---------------------------- | ----------------------------------- | -------------------------------------- | ----------------------------------- |
| Trampolín individual (13.02) | Birger Ruud · Noruega · 231,07 pts. | Reidar Andersen · Noruega · 228,9 pts. | Alf Andersen · Noruega · 225,9 pts. |

## Combinada nórdica
| Evento             | Oro                              | Plata                             | Bronce                      |
| ------------------ | -------------------------------- | --------------------------------- | --------------------------- |
| Individual (13.02) | Oddbjørn Hagen · Noruega · 427,6 | Lauri Valonen · Finlandia · 422,7 | Willy Bogner Alemania 393,0 |

## Medallero
| Núm. | País      | Oro | Plata | Bronce | Total |
| ---- | --------- | --- | ----- | ------ | ----- |
| 1    | Noruega   | 2   | 3     | 3      | 8     |
| 2    | Finlandia | 2   | 2     | 0      | 4     |
| 3    | Suecia    | 1   | 0     | 1      | 2     |
| 4    | Alemania  | 0   | 0     | 1      | 1     |
|      | TOTAL     | 5   | 5     | 5      | 15    |